# Anna von Nassau-Saarbrücken
Anna von Nassau-Saarbrücken (* 20. August 1508 in Saarbrücken; † 22. März 1582 in Rosenheim) war Äbtissin des Klosters Herbitzheim.

## Leben
Anna von Nassau-Saarbrücken wurde als Tochter des Grafen Johann Ludwig von Nassau-Saarbrücken (1472–1545) und dessen zweiter Ehefrau Gräfin Katharina von Moers-Saarwerden (1491–1547, Tochter des Grafen Johann III. von Moers-Saarwerden) geboren.
Bereits in frühen Jugendjahren entschied sie sich für ein geistliches Leben und trat in das Kloster Rosenthal ein. Im Pfälzischen Bauernkrieg wurde das Kloster 1525 geplündert und verwüstet, konnte jedoch weiter geführt werden. 1556/1558 wurde die  Benediktinerinnenabtei Herbitzheim durch einen Brand stark in Mitleidenschaft gezogen. Anfang des Jahres 1560 wurde Anna durch ihren jüngeren Bruder Graf Johann IV. (1511–1574) dort zur Äbtissin ernannt. 1566 kehrte sie in das Kloster Rosenthal zurück. Dort verzichtete die Äbtissin Elisabeth von Geispitzheim 1572 auf ihr Amt und übertrug alle Rechte an den Landesherrn Philipp IV. von Nassau-Weilburg.
Anna verzichtete 1547 auf das mütterliche Erbe zugunsten des Hauses Nassau-Saarbrücken. Nach dem Tod ihres Bruders Johann IV. im Jahre 1572 verzichtete sie erneut auf das mütterliche Erbe. 
Anna fand in der Abteikirche Rosenheim ihre letzte Ruhestätte.